# Lukša Andrić
Lukša Andrić (Dubrovnik, 29 de enero de 1985) es un baloncestista croata que pertenece a la plantilla del Szolnoki Olaj KK de la Nemzeti Bajnokság I/A. Con 2,10 metros de estatura, juega en la posición de pívot.

## Trayectoria deportiva
Comenzó su carrera profesional en la Cibona Zagreb.  Más tarde, jugaría en el Galatasaray, el Cedevita, el Turk Telekom y el Astana, su último equipo, la temporada 2014-15, antes de estar una temporada en blanco debido a las lesiones.
En agosto de 2016 fichó por el ICL Manresa de la liga ACB.